# Sovenice (Chocnějovice)
Sovenice (německy Sowenitz) je vesnice v okrese Mladá Boleslav, je součástí obce Chocnějovice. Nachází se asi 1,9 kilometru východně od Chocnějovic.

## Historie
První písemná zmínka o vesnici pochází z roku 1239.

## Pamětihodnosti
- Usedlost čp. 69

## Osobnosti
- Karel Lev Řehák (1843–1941), teolog, katolický duchovní a spisovatel

## Galerie

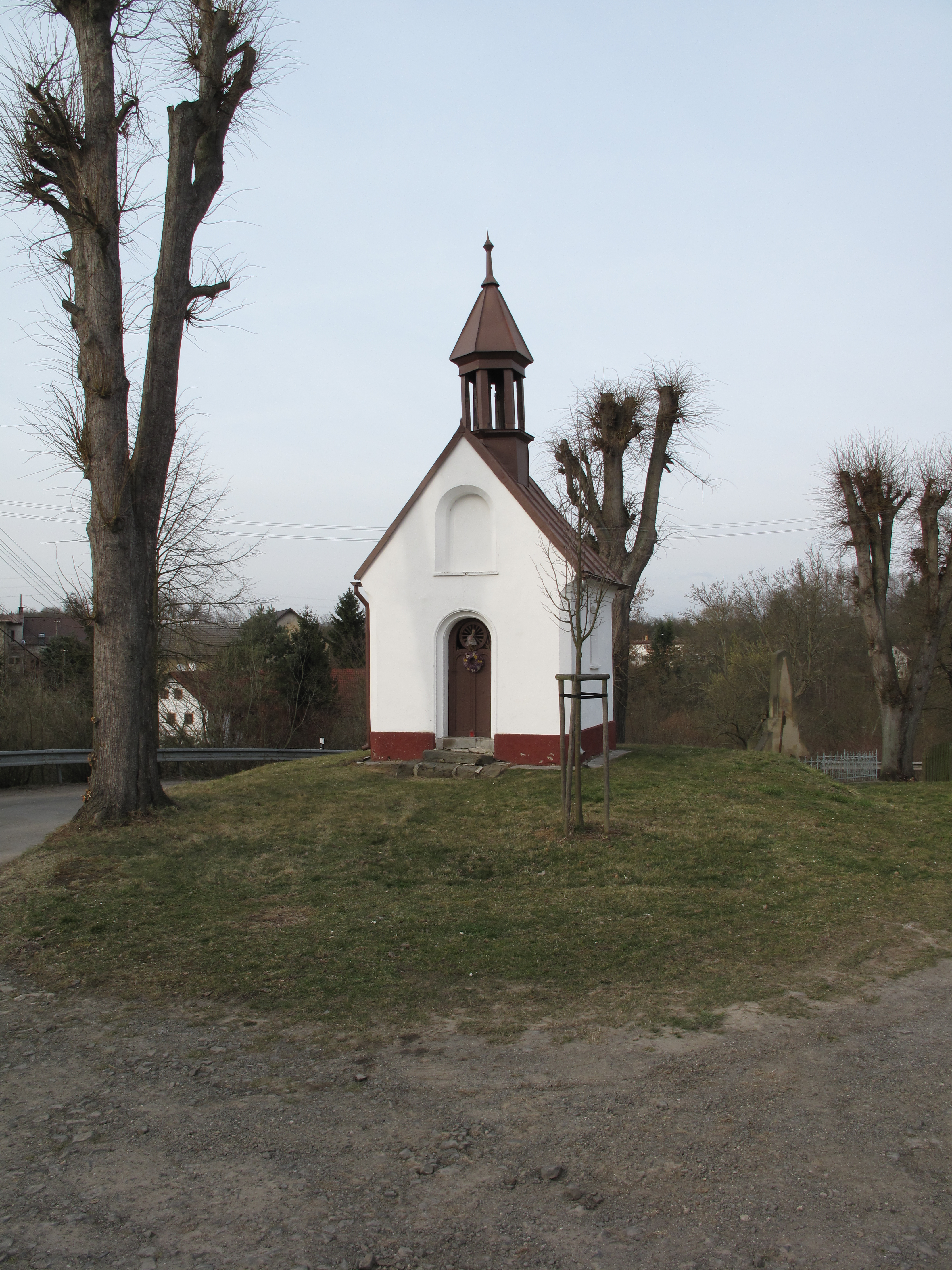
Kaplička
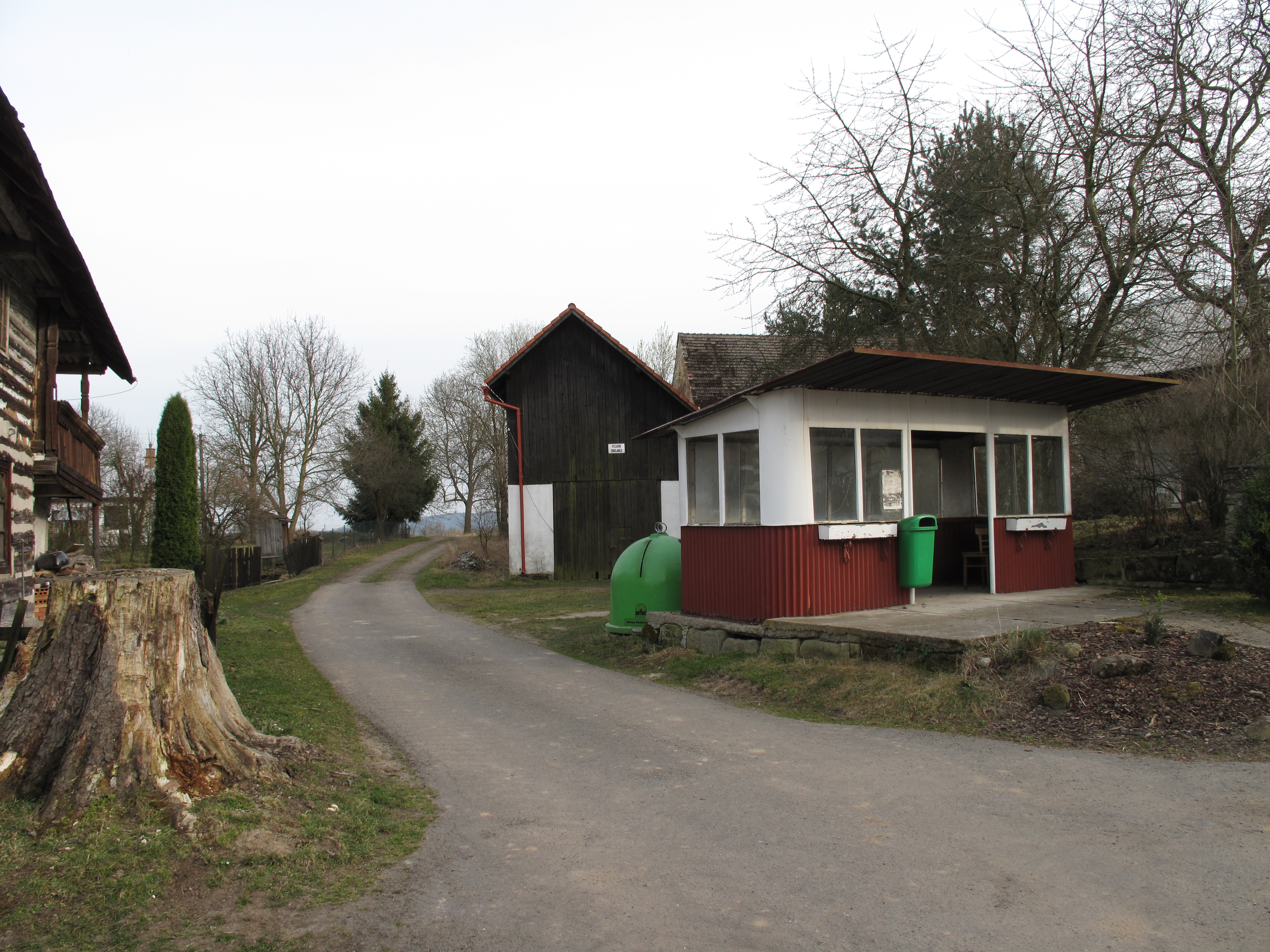
Autobusová zastávka
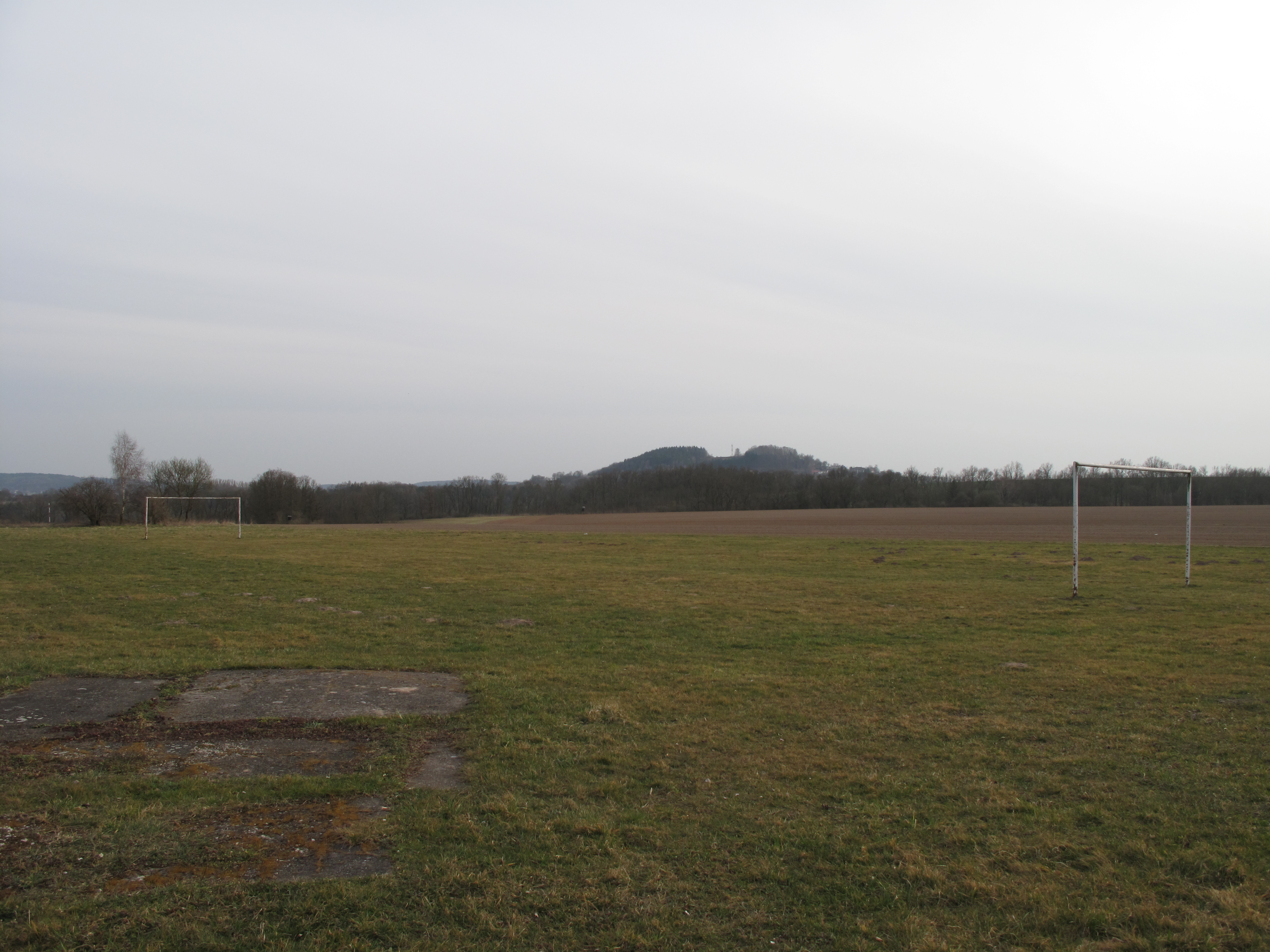
Fotbalové hřiště
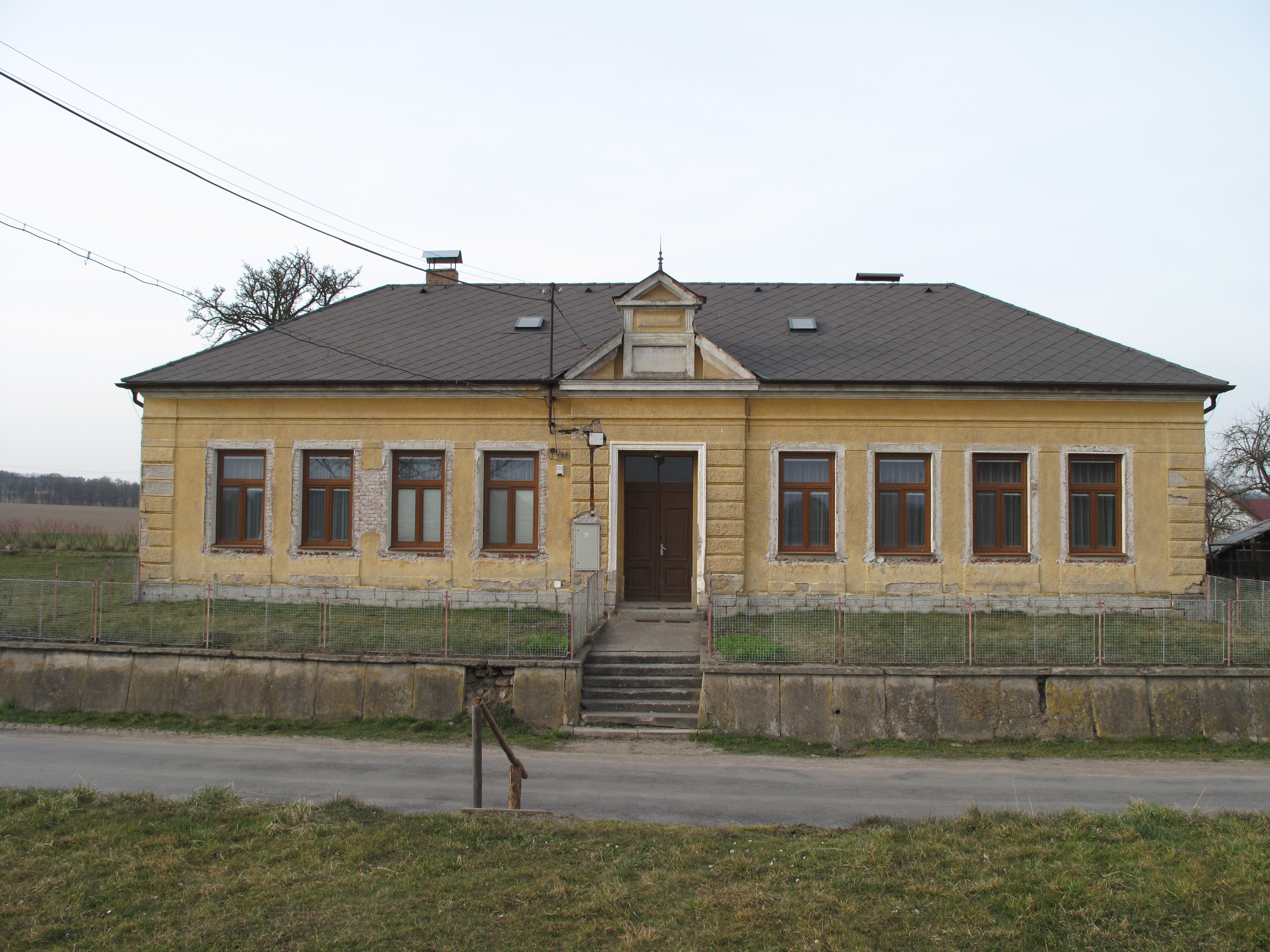
Škola
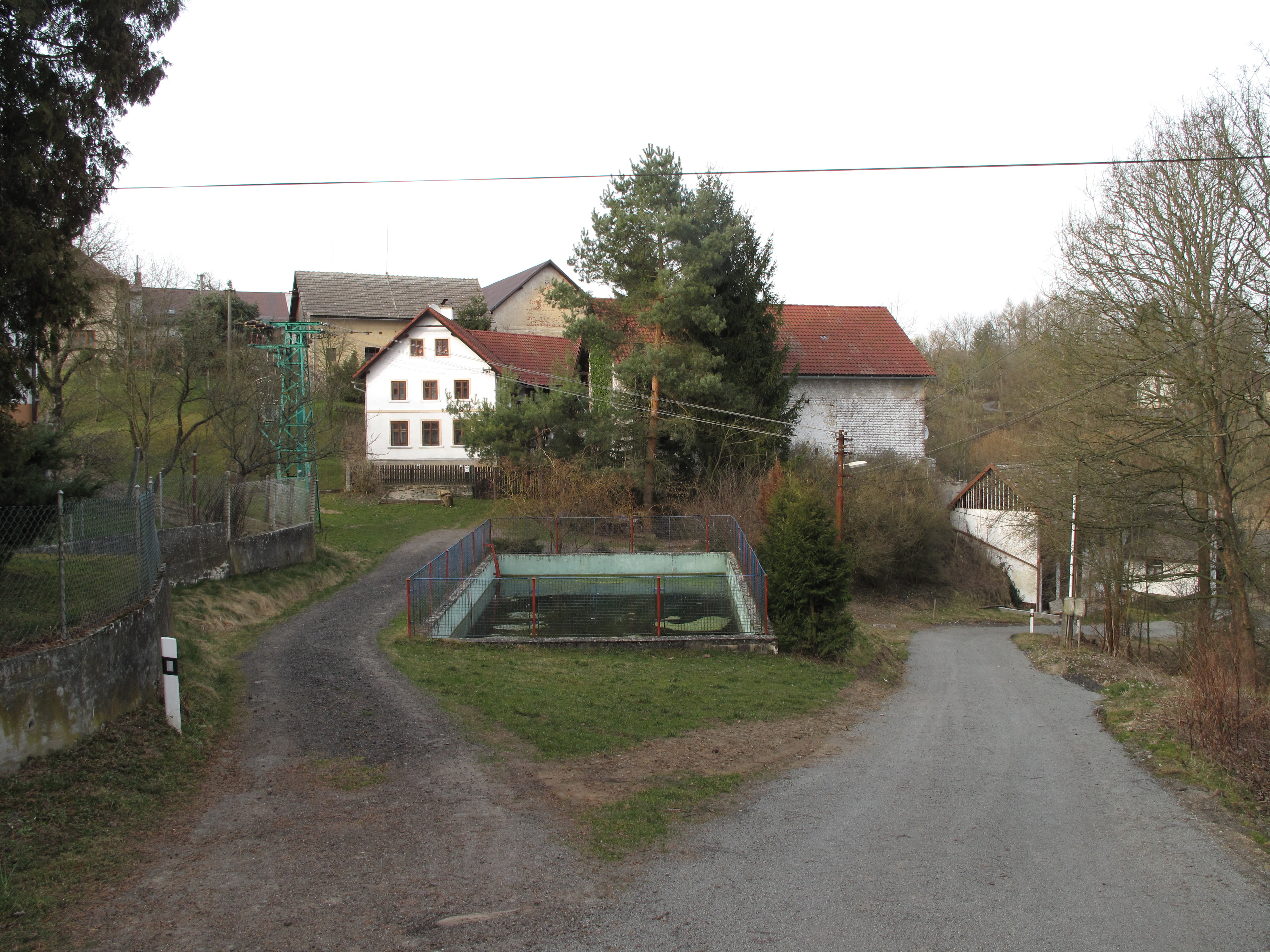
Vodní nádrž
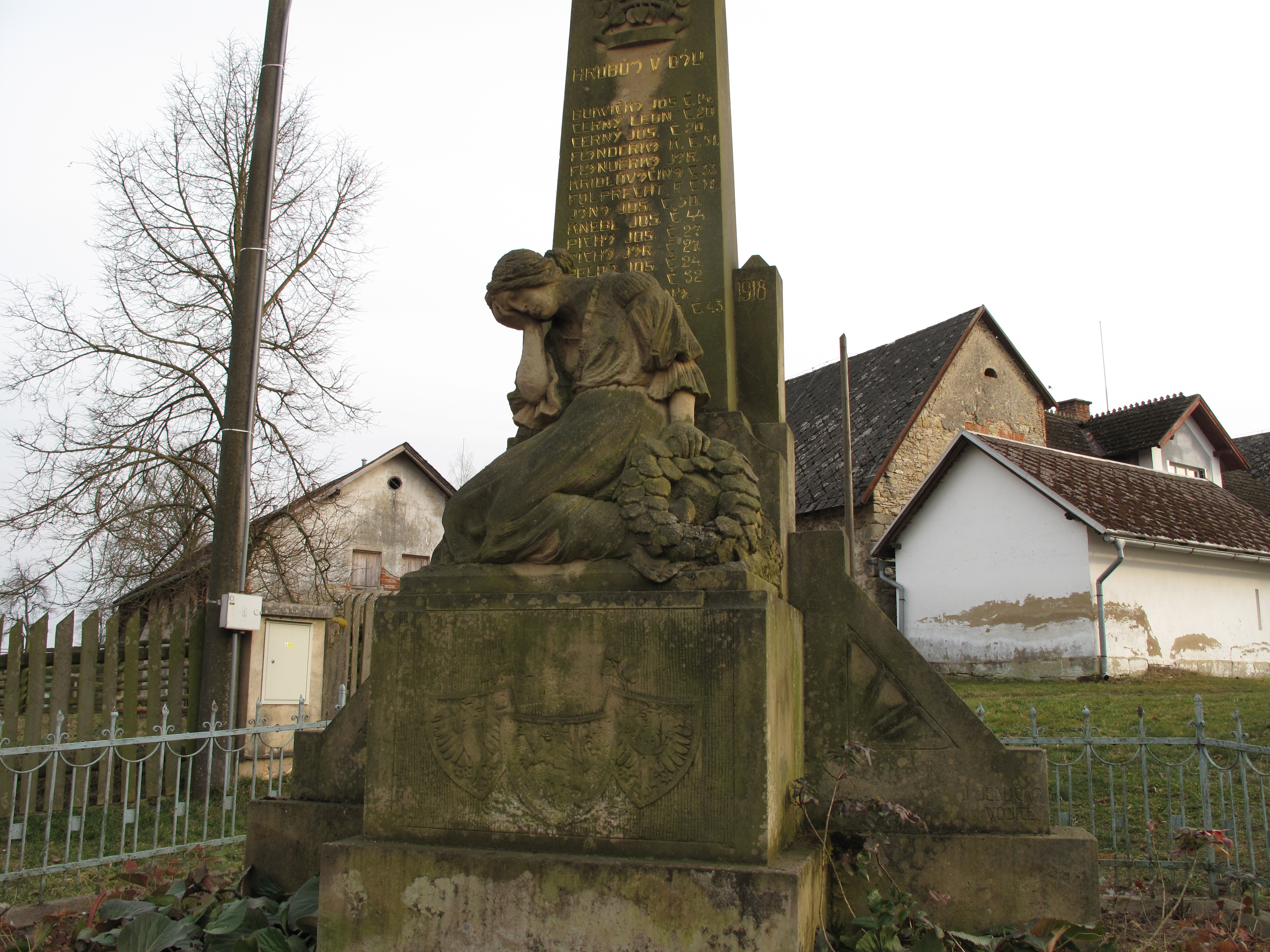
Pomník